# Arenas de Iguña
Arenas de Iguña is een gemeente in de Spaanse provincie en regio Cantabrië met een oppervlakte van 87 km². Arenas de Iguña telt 1.711 inwoners (1 januari 2016).

## Demografische ontwikkeling
Bron: INE, 1857-2011: volkstellingen
Opm.: In 1877 werden de gemeenten Riovaldeiguña en San vicente de Léon y Los Llares aangehecht